# Тешевичі
Тешевичі (рос. Тешевичи) — присілок в Кіровському районі Калузької області Російської Федерації.
Населення становить 256 осіб. Входить до складу муніципального утворення Село Воскресенськ.

## Історія
Від 2004 року входить до складу муніципального утворення Село Воскресенськ.

## Населення
| 2002 | 2010 |
| ---- | ---- |
| 333  | ↘256 |